# Cupulino

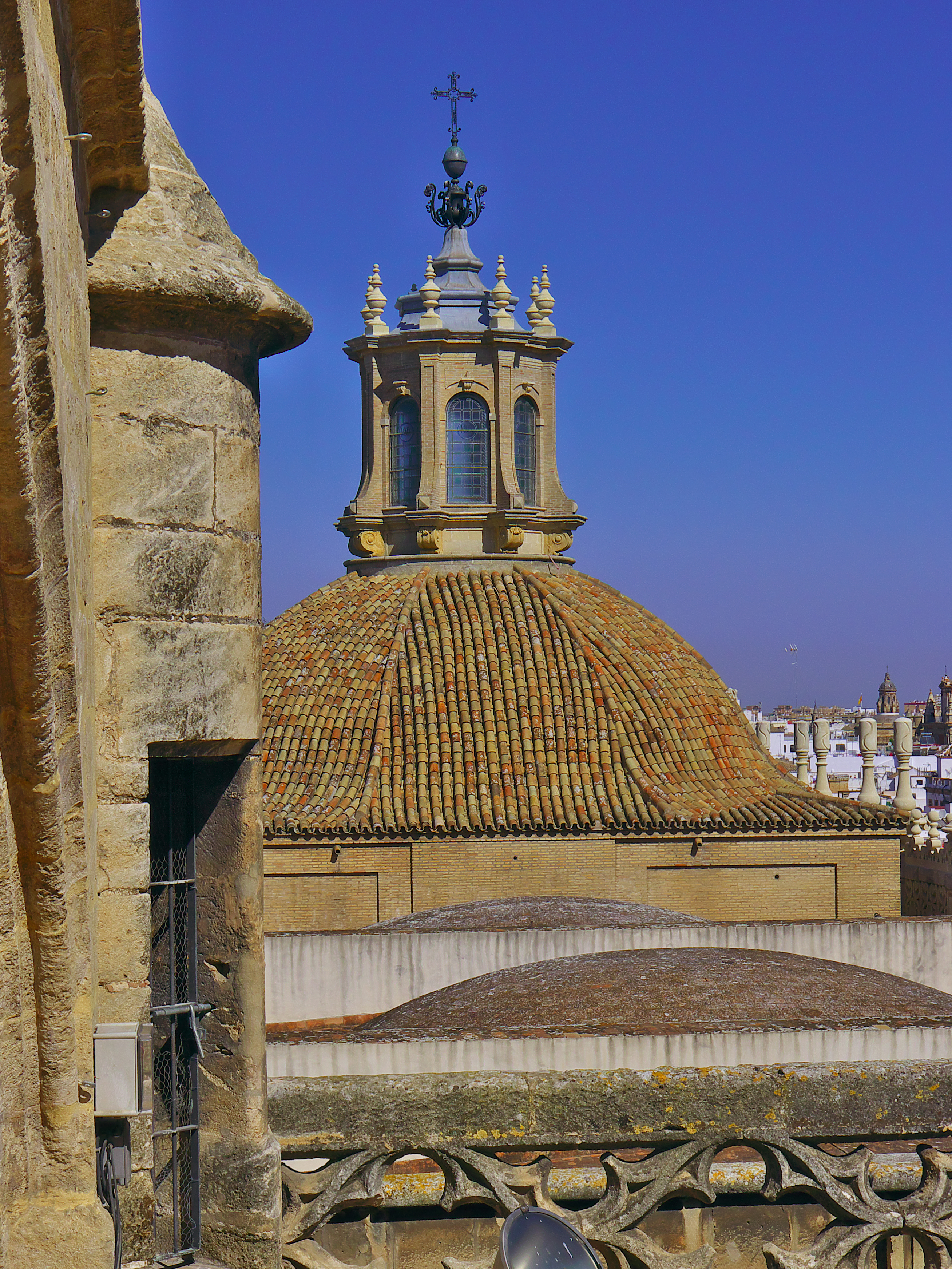
Cupulino en la Iglesia del Sagrario de Sevilla a modo de linterna

Cupulino, cupulina o cupulín, diminutivo proveniente de cúpula, es una torre pequeña y alargada que puede rematar una cúpula, sobre el crucero sustituyendo a la torre o bien sobre la arista de un tejado con vertiente pronunciada.
En plural se habla también de cupulines o cupulinas.